# 2008年北京オリンピックのチェコ選手団
2008年北京オリンピックのチェコ選手団（2008ねんペキンオリンピックのチェコせんしゅだん）は、2008年8月8日から8月24日にかけて中国の北京を主として開催された2008年北京オリンピックのチェコ選手団、およびその競技結果。

## 概要
今大会は金メダル3個、銀メダル3個、銅メダル1個の合計7個のメダルを獲得した。

## メダル
| メダル | 選手名                                    | 競技       | 種目                             |
| ------ | ----------------------------------------- | ---------- | -------------------------------- |
| 金     | バルボラ・シュポタコバ                    | 陸上       | 女子やり投                       |
| 金     | カテリナ・エモンシュ                      | 射撃       | 女子10mエアライフル              |
| 金     | ダビド・コステレツキー                    | 射撃       | 男子トラップ                     |
| 銀     | オンドレイ・シネク                        | ボート     | 男子シングルスカル               |
| 銀     | カテリナ・エモンシュ                      | 射撃       | 女子50mライフル3姿勢             |
| 銀     | ヤロスラフ・ボルフ オンドレイ・ステパネク | カヌー     | 男子C2人乗り                     |
| 銅     | マレク・シュベツ                          | レスリング | 男子グレコローマンスタイル96kg級 |

## 自転車

### 男子
- ロマン・クロイツィガー : 個人ロードレース
- アロイス・カンコフスキー : マディソン